# Polikarpov I-15
Polikarpov I-15 (rusky И-15) byl sovětský jednomístný stíhací letoun, který vznikl v Ústřední letecké konstrukci brigády Nikolaje Polikarpova jako následný typ po I-5. Jednalo se o dvouplošník smíšené konstrukce s pevným záďovým podvozkem, hvězdicovým motorem a otevřeným kokpitem opatřeným větrným štítkem.

## Vývoj

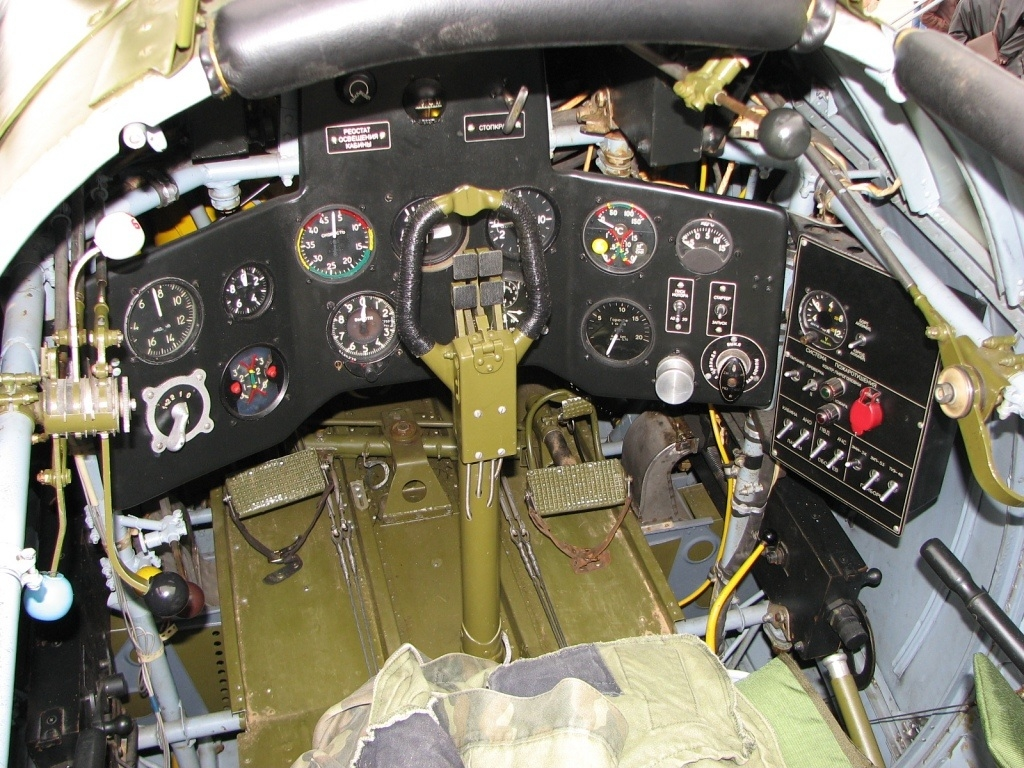
Kokpit stroje Polikarpov I-15bis

Prototyp označený CKB-3 zalétal pilot Valerij Čkalov v říjnu roku 1933.
Letoun poháněl americký výškový motor Wright SGR-1820-F3 o výkonu 525,52 kW, jehož licenční výroba se v SSSR připravovala pod označením M-25. Výzbroj tvořily dva synchronizované kulomety PV-1 ráže 7,62 mm a pod spodním křídlem byly závěsníky pro 40 kg pum. CKB-3 dosahoval ve výšce 3000 m rychlosti 368 km/h. Dne 21. listopadu 1935 vytvořil zkušební pilot V. K. Kokkinaki s tímto letounem výškový rekord 14 575 metrů. Překonal tím světový rekord 14 442 m Itala Donatiho, SSSR však tehdy nebyl členem FAI (Mezinárodní letecká federace) a výkon tak nebyl oficiálně uznán.
Sériová výroba započala počátkem roku 1934 a z důvodu nedostatku motorů M-25 prvních 404 kusů I-15 poháněly motory M-22 o výkonu 352,80 kW. S touto pohonnou jednotkou dosahoval I-15 ve výšce 3000 m maximální rychlosti 350 km/h. Dalších 59 letounů mělo instalované dovezené americké motory, do dalších 270 strojů již byly zabudovány pohonné jednotky M-25 produkované v SSSR. Během výroby se několikrát měnil charakteristický baldachýn, zalomený do horní části trupu pro lepší výhled pilota, část série byla postavena s průběžným nelomeným horním křídlem. Sériové I-15 byly vyzbrojeny čtveřicí kulometů PV-1 s celkovou zásobou 3000 nábojů. V roce 1938 byla výzbroj některých exemplářů změněna na dva kulomety UBS ráže 12,7 mm.
V roce 1936 došlo ke změně konstrukce I-15. Bylo definitivně rozhodnuto obnovit baldachýn horního křídla bez lomení, zvětšit plochu a použít motory M-25V s výkonem zvýšeným na 551,25 kW. Motor byl opatřen širokým prstencem typu NACA, který velmi zlepšoval proudění okolo přídě trupu proti původnímu provedení s krytem Townend. Umožňoval také dokonalejší regulaci chlazení. Upraveny byly také ocasní plochy. Nová verze byla označena I-15bis, nebo také I-152. Výzbroj se skládala ze čtveřice kulometů PV-1, nebo UBS. Na závěsníky bylo možno zavěsit až 150 kg pum. 
Prototyp I-15bis (výr. č. 3354) zalétal v dubnu 1937 zkušební pilot Valerij Pavlovič Čkalov. Státní zkoušky proběhly od srpna do října.  
Pro výcvik pilotů byla ve dvou kusech postavena také dvoumístná cvičná verze DIT. Na letounu I-15bis TK zkoušel Polikarpov pohonnou jednotku M-25V se dvěma turbokompresory TK-3 a na dalším I-152bis GK přetlakovou kabinu konstruktéra Ščerbakova.
Další vývojové práce vyústily v typ Polikarpov I-153 se zatahovacím podvozkem.
Celkem bylo vyrobeno 3 223 letadel I-15.

## Bojové užití

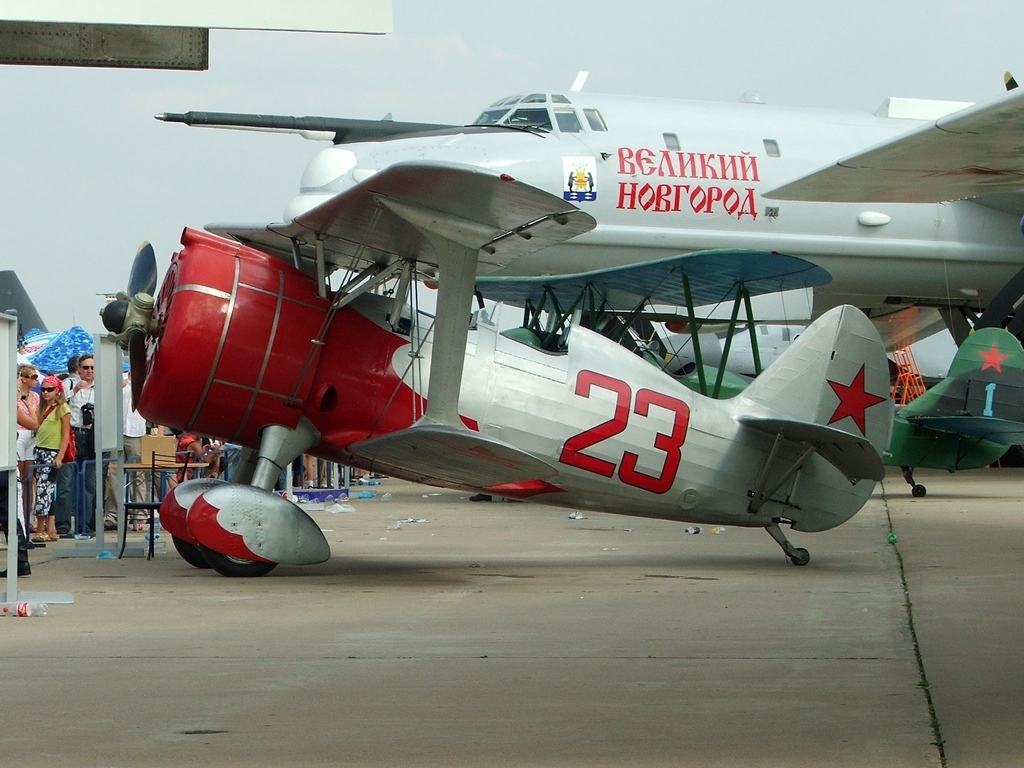
Polikarpov I-15

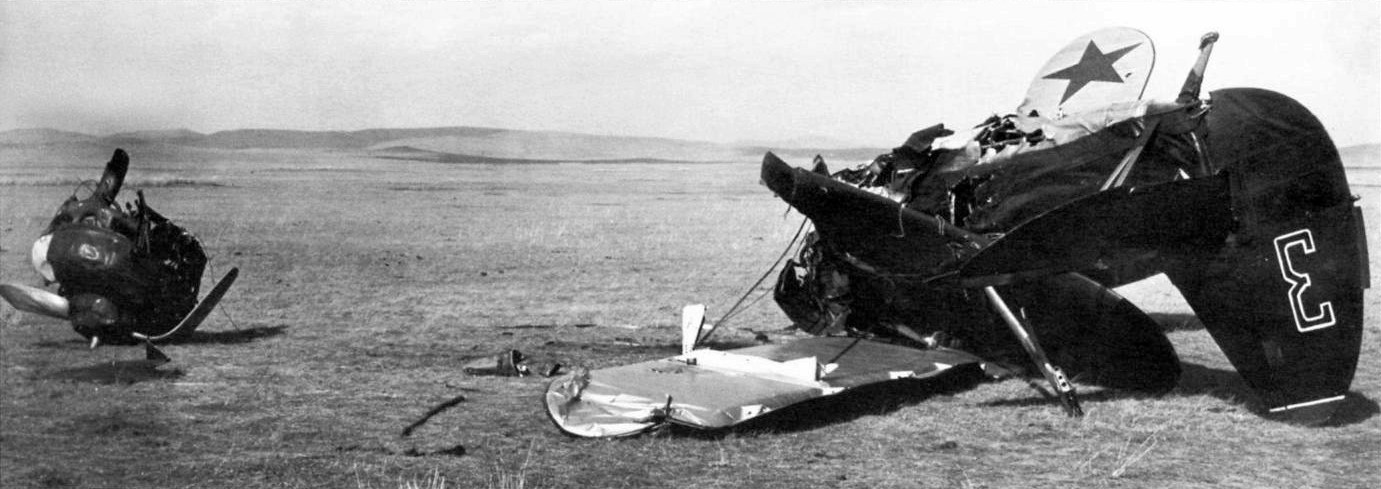
Zničený I-15bis ze stavu 70. IAP, Mongolsko 1939

V létech 1937-1938 zakoupila čínská vláda 186 kusů I-15bis, které následně nasadila v bojích s Japonci.

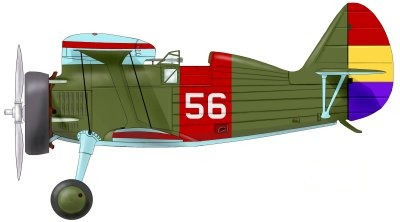
Polikarpov I-15, pilot capt. Frank Glasgow Tinker, Španělská občanská válka

Ve španělské občanské válce, kde si tyto stroje vedly poměrně úspěšně, dostaly I-15 přezdívku Chato (plochý nos) a bylo jich dodáno 550 kusů. Prvních 18 I-15 bylo do Cartageny dopraveno lodí Bolševik 13. října 1936. Dalších sedm bylo 16. října přeloženo na moři z lodi Lavamendy a dopraveno na pobřeží. Od května 1937 byla zavedena licenční výroba v závodech CASA v Sabadelu a Reusu.
Ve Španělsku nejdříve vznikly tři oddíly I-15 vedené G. Zacharovem, K. Kovtunem a P. Ryčagovem, který byl zároveň velitelem celé eskadrily. Koncem listopadu 1936 byla v Baskicku uvedena do operační činnosti Escuadrilla Basque pod velením sovětského pilota B. Marančova. Důsledkem ztrát a dalších dodávek I-15 na přelomu let 1936 a 1937 došlo k reorganizaci jednotek vyzbrojených tímto typem. Byla založena 1. letka s názvem „La Calle“ podle svého velitele Andrése García La Calleho. Velení druhé letky převzal další španělský pilot A. Santamarín. Koncem ledna 1937 pak byla utvořena 3. letka pod velením I. Kopceva.
Při další reorganizaci v květnu 1937 přijaly letky vyzbrojené I-15 oficiální název Escuadrillas de Chatos. Byla vytvořena nová 1. letka, jejímž velitelem se stal I. Jeromenko a původní 1. letka La Calle se přesunula do Baskicka. 2. letka zůstala pod velením Santamaríi a 3. letku převzal B. Kozakov. Všechny letky byly soustředěny do vyšší jednotky Grupo 26, jejímž prvním velitelem se stal I. Kopec. Stav Grupo 26 byl v září 1937 doplněn o 4. letku pod velením Španěla L. Duarteho Espése.
Na přelomu let 1938 a 1939 došlo k vytvoření nezávislé Grupo se stíhacími I-15bis, pojmenovanými republikány Super Chato. Jednotku tvořily tři devítičlenné letky pod velením E. G. Macíase, který byl současně velitelem skupiny, A. Rodrigueze a J. Mory.
K prvnímu předvedení I-15 s motorem M-22 na španělském nebi došlo již 4. listopadu 1936, kdy útoku deseti I-15 padly za oběť dva letouny Junkers Ju 52/3m a dva stroje Fiat CR.32 z Dequalovy letky. Dva další Fiaty byly odepsány po přistání v Torrijos. Následující den devět Fiatů CR.32 s italskými a španělskými piloty, kterým velel Ital Maccagno, zaútočilo na patnáct I-15 doprovázejících několik bombardérů Potez 54. Nacionalističtí letci po akci nahlásili sestřelení dvou I-15 a jednoho Potezu. Letouny I-15 nesly hlavní tíhu bojů do poloviny listopadu 1936. Během tohoto měsíce ztratilo Aviación Militar 14 letounů I-15, z nichž 9 bylo sestřeleno, tři havarovaly a dva stroje ukořistil nepřítel po ztrátě orientace jejich pilotů. Do 20. listopadu 1936 tak zůstalo jen osm letuschopných I-15.

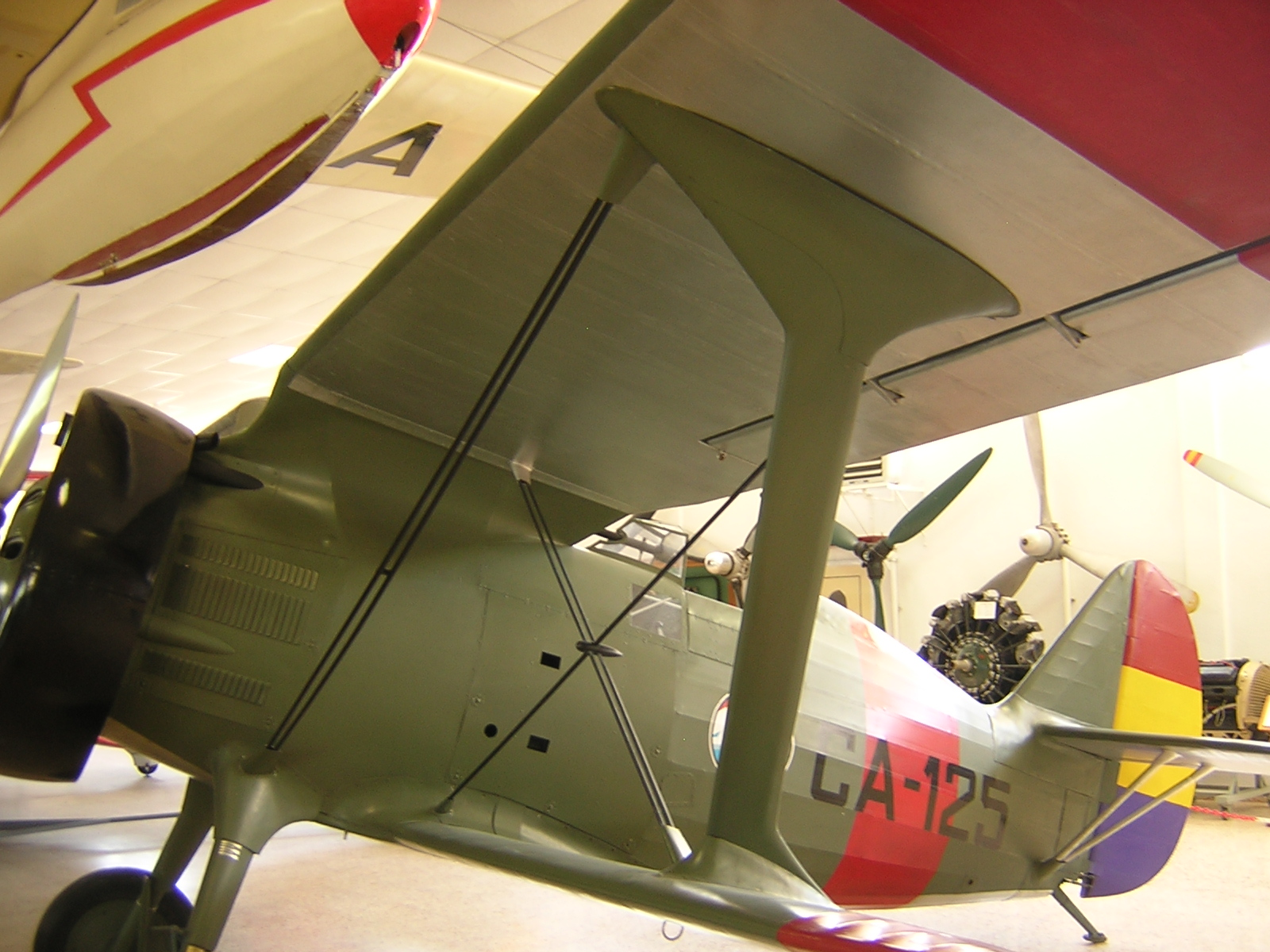
Polikarpov I-15 Chato (CA-125), 2 Escuadrilla de Chatos pilota Lutera Mahlenburga v Museo del Aire v Madridu

Dalších bojů se I-15 účastnily také při bitvě na Jaramě, která trvala od 6. do 28. února 1937. Do bitvy zasáhla od 10. února letka La Calle a 3. letka. Následující den letka ztratila jednoho ze svých nejlepších pilotů J. Calderóna, který byl sestřelen protiletadlovou palbou, další Chato bylo sestřeleno 16. února při útoku na formaci dvanácti Ju 52 Legie Condor. 18. února bylo v letecké bitvě s formací tří Ju 52/3m a dvou IMAM Ro-37, doprovázených Fiaty CR.32, ztraceno pět I-15. 20. února pak letka La Calle přišla o další I-15 včetně pilota Berciala.
Do dalšího velkého střetnutí se letka La Calle a 3. letka I. Kopceva s I-15 zapojila během bitvy u Guadalajary v březnu 1937. Čtvrtý den bitvy, 12. března, vzlétly I-15 proti italským kolonám, na které zaútočily kulometnou palbou a pumami. O den později pokračovalo 28 letounů I-15 v napadání kolon u Brihuegy. Od 15. března tuto roli převzaly lehké bombardovací a průzkumné stroje Polikarpov R-5 a R-Z, kryté a podporované I-15 a I-16. K větším vzdušným bojům došlo až ke konci bitvy. 20. března vzlétla letka La Calle ve čtyřech tříčlenných rojích, vedených La Callem, Dahlem, Tinkerem a M. Garciou Granadosem, proti trojici bombardérů Savoia-Marchetti SM.81 doprovázených Fiaty. Při vzájemné potyčce byly sestřeleny dva CR.32 a dva letouny I-15. Třetí Chato bylo ztraceno při nehodě.
Rovněž během třítýdenní bitvy u Brunete v červenci 1937 operovaly tři letky I-15. Během tohoto střetu uplatňoval Jugoslávec Božko Petrovič z 1. letky I-15 se silnějším motorem M-25 nárok na první sestřel letounu Messerschmitt Bf 109B-1 ve Španělsku. 12. července došlo ke střetu Fiatů s trojicí I-16 a patnácti I-15, které skončilo sestřelem jednoho CR.32 a jednoho stroje I-15. Největší bitvou tohoto dne se stalo hodinové utkání dvou letek I-15 a třech I-16 s šedesáti CR.32 a jednou letkou strojů Heinkel He 51 nad Villaňuevou de la Caňada. Republikánští letci nahlásily vítězství nad osmi Fiaty a jedním He-51 s přiznáním ztráty tří I-15 a dvou I-16. Italové naopak hlásily sestřelení pěti I-15 a čtyř I-16. Následující den byl na I-15 sestřelen americký dobrovolník H. Dahl, nad kterým zvítězil Fw. Boddem na Bf 109. 16. července pak byly I-15 uzemněny kvůli nutným opravám a nadměrnou únavu pilotů. Během bitvy u Brunete klesl počet letuschopných I-15 od začátku července do konce měsíce na 30, celkové ztráty činily 12 Chato.
Dne 15. října 1937 provedlo republikánské letectvo jednu ze svých nejúspěšnějších akcí proti pozemním cílům. Útoku proti letišti Sanjurjo u Zaragozy. Vlastní útok provedlo 21 I-15 rozdělených do dvou letek pod velením A. Serova a Ch. Gonzálese Garcii. Vzdušné zajištění tvořilo pět letek I-16 o síle 43 strojů. Úderná skupina I-15 během ostřelování a bombardování letiště zlikvidovala tři Ju 52/3m, tři letouny Heinkel He 46 a šest Fiatů CR.32 skupiny Asso di Bastoni.

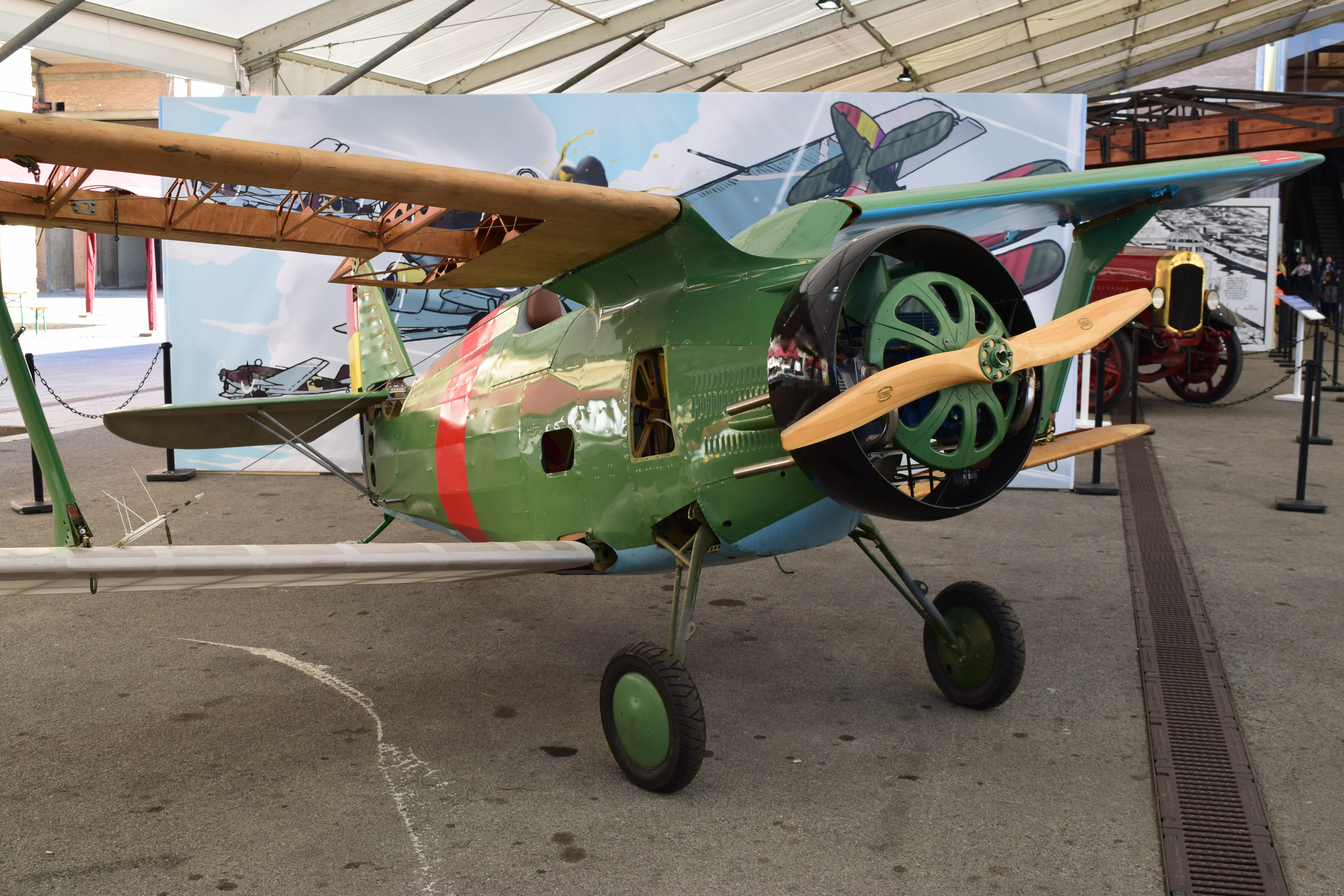
Polikarpov I-15, Barcelona International Comic Fair 2017

Od prosince 1937 do února 1938 během bitvy o Teruel zasáhly do bojů mimo jiné také tři letky I-15. První větší vzdušný boj se odehrál 28. prosince během útoku strojů Heinkel He 45 a He 46 doprovázenou skupinou CR.32 na republikánskou kolonu u Albarracínu. Proti formaci odstartovalo šest I-15 krytých patnácti I-16. Polovina I-15 byla sestřelena piloty J. Allendem, C. Bayem a J. Muntadesem. Vázquez Sagastizábal si na své konto připsal jednu z doprovodných I-16. 6. ledna Sagastizábal a Bayo sestřelily dvě I-15 atakující Heinkel He 111. K další potyčce mezi italskými Fiaty a dvěma letkami I-15 došlo 17. ledna nad Santa Eulalia, následující den pak republikánské letectvo přišlo o čtyři I-15 během tří vzdušných bojů. K dalšímu většímu střetnutí mezi Fiaty a I-15 došlo v bitvě o Teruel 24. ledna 1938 a 21. února, kdy bylo zničeno pět I-15. Celkové ztráty I-15 během bojů o Teruel dosáhly počtu 34 strojů, z toho 13 ve vzdušných bojích.

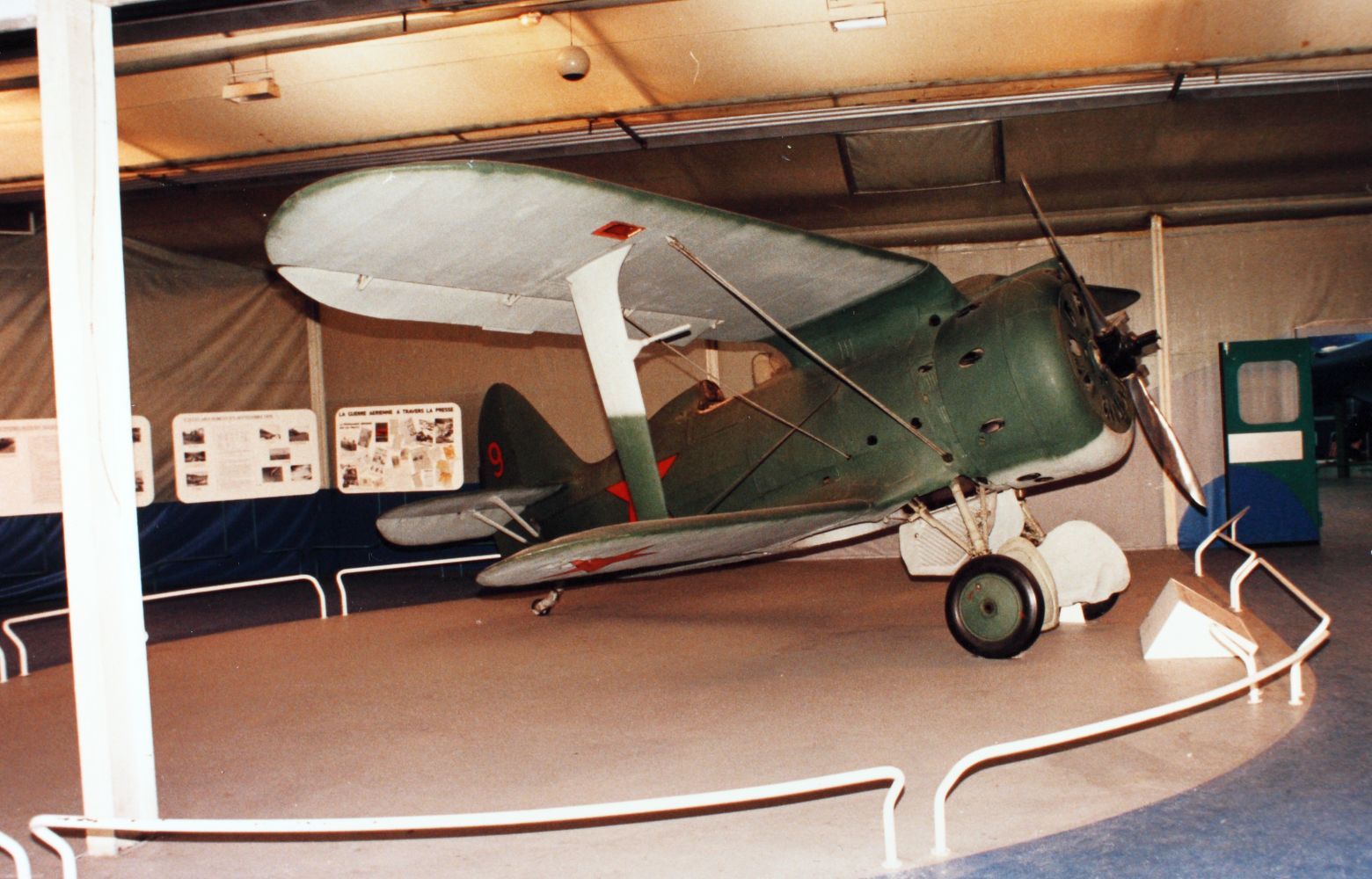
Polikarpov I-15

Při ofenzivě generála Franka v Aragonii v období březen-duben 1938, sestřelili piloti I-15 dne 10. března jeden ze skupiny bombardérů He 111, útočících na letiště v Bujaraloz. V tento den však republikánské letectvo přišlo o tři I-15 na zemi při náletu na letiště v Belchite a Jatiel, další Chato bylo sestřeleno. 12. března se střetlo 18 CR.32 jednotky 2-G-3, které doprovázely Ju 52/3m s dvacítkou I-15. Po přistání na domácím letišti nárokovali piloti 2-G-3 zničení tří I-15, další dvě pak do konce dne, republikánští piloti naopak nahlásili zničení tří Fiatů. Další velká bitva následovala 14. března s 45člennou skupinou CR.32, z nichž letci Fuerzas Aéreas Republicanas Espaňolas (ke změně názvu došlo v květnu 1937) na letounech I-15 a I-16 nárokovali tři sestřelené bez vlastních ztrát. Na druhý den zasahovaly I-15 Chato, tradičně výškově jištěné I-16, proti skupině bombardérů Dornier Do 17 z průzkumné skupiny A/88 s doprovodem Bf 109. Střetnutí beze ztrát na obou stranách nad Maele však skončilo nepřesným odhozením pum ze zaskočených Dornierů. 20. března pak piloti I-15 nárokovali sestřel bombardéru Fiat BR.20 Aviazione Legionaria. O čtyři dny později 18 CR.32 doprovázelo He 51 a italské Savoia-Marchetti SM.79 k náletům na Quinto. Nad městem se utkaly s 11 I-16 a 30 I-15. Španělští nacionalisté nárokovali sestřelení čtyř I-15. FARE za celý den přiznalo ztrátu čtyř sestřelených I-15 a dvou při vzájemné kolizi. Celkové ztráty I-15 během ofenzivy v Aragonii bývají uváděny od dvaceti do třiatřiceti I-15, z nichž třetina byla zničena při útocích na zemi.
I-15 byly následně zapojeny také v bitvě na Ebru, kdy 14. srpna 1938 společně s třemi letkami I-16 zasahovaly proti 90 CR.32 a 7 Bf 109 doprovázejících 27 He 111. Do 4. října mělo ztratit FARE během bojů dle různých hlášení až 9 I-15. Do konce bitvy mělo republikánské letectvo přijít o celkem 30 I-15, z nichž však část mimo Ebro.
V závěru občanské války ve Španělsku došlo k ofenzivě frankistů v Katalánii, končící obsazením Madridu. Na začátku ofenzivy v prosinci 1938 disponovalo FARE v Katalánii čtyřmi letkami I-15, z nichž dvě byly v lednu 1939 odeslány na jih k podpoře republikánů u Pozoblanka. Koncem první poloviny ledna se tak v Katalánii i vlivem pokračujících bojů nacházelo pouhých 18 letuschopných I-15. Licenční výroba dodala během měsíce ledna ještě 24 kusů Chato, dalších 31 I-15bis během ledna připlulo po moři do Barcelony. Vývoj války ovšem nedovolil po jejich montáži efektivní využití. V samém závěru války padlo větší množství I-15 do rukou postupujícím nacionalistům, například 18 kusů 1. února 1939 na letišti Vich, z toho šest v letuschopném stavu a 7. února dalších 22 poškozených I-15 na základně Tortelá.
V roce 1939 byly I-15 nasazeny v bojích proti Japonsku, které chtělo obsadit Mongolskou republiku. Na začátku května 1939 se v Mongolsku nacházel 70. stíhací letecký pluk (70. IAP) VVS RKKA, kterému velel major Zabalujev. Pluk dislokovaný na letišti Tamsag Bulag měl na stavu 14 I-15bis a 24 I-16 typ 5. Z celkového počtu I-15bis však bylo na začátku leteckých střetů, zahájených 20. května, bojeschopných jen 9. Sovětské letectvo rychle do ohrožené oblasti přemístilo od 23. aviabrigady ze Zabajkalského okruhu 22. IAP pod velením majora N. G. Glazkina. Útvar disponoval 35 I-15bis a 28 I-16 typ 10. Již během přeletu byl ztracen jeden I-15bis pilota Gusarova. Dne 23. května 1939 22. IAP dosáhl mongolského letiště Bajan Tümen, 25. května se připojil k 70. IAP na bojovém letišti Tamsag Bulag. K 27. květnu tak v oblasti bylo celkem 48 bojeschopných I-15bis.
V následujících bojích utržily velké ztráty především I-15bis, které s výjimkou výzbroje zaostávaly za japonskými armádními stíhačkami Nakadžima Ki-27 ve všech ohledech. Již 28. května byl sestřelen celý tříčlenný roj I-15bis, přičemž piloti Voznesenskij, Ivančenko a Čekmarov padli. Ve stejný den z Tamsag Gulag odletělo dalších deset I-15bis 22. IAP, které byly nad řekou Chalchyn napadeny osmnácti Ki-27 z 11. sentai. Šest sovětských strojů bylo sestřeleno, sedmá shořela po nouzovém přistání. Japonci ztratili pouze jeden Ki-27, jehož pilot se zachránil na padáku. Do konce května VVS RKKA ztratilo v Mongolsku 13 I-15bis.
Dne 2. června byly oba stíhací pluky doplněny veterány z bojů ze Španělska a Číny. Do leteckých bojů nad Chalchyn golem se 20. a 70. IAP vrátil 11. června letem podél mongolsko-mandžuské hranice, avšak bez kontaktu s nepřítelem. Tři letky 22. IAP pak 17. června provedly bitevní útok na japonskou armádu na břehu řeky Chalchyn a i v dalších dnech pokračovaly v ofenzivních akcích.
Sovětské letectvo nasadilo I-15 také v Zimní válce proti Finsku v letech 1939-1940. Několik ukořistěných strojů pak používal i finský Ilmavoimat.
Po přepadení SSSR nacistickým Německem se I-15 nemohly v žádném případě měřit s letouny Luftwaffe. Ještě v létě 1941 však byly I-15bis dosti početně zastoupeny ve VVS, kde sloužily především k výcviku. 

## Hlavní technické údaje
Údaje platí pro I-15 s motorem M-25

Polikarpov I-15

- Rozpětí horního křídla: 9,75 m
- Rozpětí dolního křídla: 7,50 m
- Délka: 6,10 m
- Výška: 2,20 m
- Nosná plocha: 21,90 m²
- Hmotnost prázdného letounu: 960 kg
- Vzletová hmotnost: 1369 kg
- Maximální rychlost u země: 315 km/h
- Maximální rychlost v 3000 m: 367 km/h
- Výstup do 5000 m: 6,1 min
- Dolet: 500 km
- Dostup: 9800 m